# Old Yeller (roman)
Old Yeller is een kinderboek uit 1956, geschreven door Fred Gipson met illustraties van Carl Burger. In 1957 bracht Walt Disney een verfilming uit met in de hoofdrollen Tommy Kirk, Fess Parker en Kevin Corcoran.

## Verhaal
Travis Coates werkt eind jaren 1860 samen met zijn moeder en jongere broer Arliss op de familieranch in het fictieve stadje Salt Licks (Texas), terwijl zijn vader op pad is om het vee te drijven. Op een dag duikt een "smerige gele" zwerfhond op en Travis neemt hem met tegenzin in huis. Ze noemen hem Old Yeller. De naam heeft een dubbele betekenis: de gele vachtkleur uitgesproken als "yeller" en het feit dat zijn geblaf meer klinkt als een menselijke schreeuw.
Travis heeft aanvankelijk een hekel aan het beest en probeert het in eerste instantie kwijt te raken, maar de hond bewijst uiteindelijk zijn waarde door het gezin meerdere keren te redden: hij redt Arliss van een beer, Travis van een stel wilde zwijnen en hun moeder en vriendin Lisbeth van een wolf. Travis raakt steeds meer gehecht aan Old Yeller en ze worden goede vrienden. De rechtmatige eigenaar van Yeller komt opdagen op zoek naar zijn hond. Hij beseft dat de familie Yeller nodig heeft, dus ruilt hij de hond met Arliss voor een padhagedis en een zelfgemaakte maaltijd bereid door Travis' moeder.
Old Yeller wordt gebeten terwijl hij het gezin redt van een wolf met hondsdolheid. Travis kan het risico niet lopen dat Old Yeller besmet is en zich tegen de familie keert, en moet de hond doden. Old Yeller had puppy's, en een van hen helpt Travis om over Old Yellers dood heen te komen. Ze nemen de nieuwe puppy in huis en proberen een nieuwe start te maken.

## Hondenras
Old Yeller wordt in de roman beschreven als een "gele cur". Er wordt beweerd dat de hond eigenlijk gebaseerd is op de Yellow of Southern Black Mouth Cur of een Blue Lacy, de staatshond van Texas. In de Disney-filmadaptatie werd Yeller gespeeld door een gele Labrador-retriever/Mastiff-kruising.

## Andere boeken in de serie
De nieuwe puppy wordt het hoofdpersonage van het vervolgboek Savage Sam (1962)  en de verfilming uit 1963. Een derde boek, Little Arliss (1978), speelt zich af na de eerste twee en heeft als hoofdpersonage Travis' jongere broer.

## Nominaties en prijzen
- 1957: Newbery Honor
- 1959: William Allen White Children's Book Award
- 1959: Young Reader's Choice Award
- 1959: Sequoyah Book Award, Children's category
- 1966: Nēnē Award